# Индиана, Роберт
Ро́берт Индиа́на (собственно Кларк; англ. Robert Indiana, Robert Clark; 13 сентября 1928, Нью-Касл, США — 19 мая 2018) — американский художник, представитель движения поп-арт. Его популярный знак «Love» был впервые реализован как живопись в 1966 году, а позднее повторен в различных медиа, включая скульптуру и почтовые марки, став настоящей поп-иконой 1960-х годов.

## Биография
Роберт Индиана родился в Нью-Касле, Индиана, позднее переехал в Индианаполис, где закончил Arsenal Technical High School. В 1954 году он переехал в Нью-Йорк, где присоединился к поп-арт движению. Роберт Индиана обратился к образам коммерческой графики, смешивая их с экзистенциализмом, что привело к тому, что сам художник назвал «скульптурные стихи».
В 1958 году он изменил свою фамилию (Кларк) на Индиана. В 1961 году начал серию картин, изобразительный ряд которых близок графическому дизайну и американской рекламе. Порой затрагивая потребительские тенденции или политические эксцессы в американской культуре, образы Индианы сочетают текст, числа и цветовые поля с четкими контурами.
Первая персональная выставка Роберта Индианы в Нью-Йорке прошла в 1962 году в галерее Stable Gallery. С 1978 года Индиана живет и работает в Виналхейвене, Мэн.

## LOVE
Основная статья — LOVE (скульптура, Индианаполис)
Самая известная работа художника — изображение английского слова LOVE (любовь), написанного прописными буквами с повернутой буквой O. Это изображение, впервые появившееся на рождественской открытке МоМА в 1964 году, в 1970 году было выполнено в виде скульптуры, а в 1973 году было напечатано на восьмицентовой почтовой марке Почтовой службы США. Позже слово LOVE было выполнено в виде объектов, установленных во многих городах мира.

## Персональные выставки (1998—2009)
- 2009 — Farnsworth Art Museum[9], Рокленд
- 2008 — Paul Kasmin Gallery[10], Нью-Йорк
- 2008 — Galerie Boisserée, Кёльн
- 2008 — Павильон современного искусства, Милан
- 2008 — Museum Wiesbaden, Висбаден
- 2007 — Paul Kasmin Gallery, Нью-Йорк
- 2007 — Ретроспектива, Galerie Gmurzynska, Цюрих
- 2007 — Museum Kurhaus Kleve, Клеве
- 2007 — Miami University Art Museum, Оксфорд[англ.], Огайо
- 2005 — The Hartley Elegies, Bates College Museum of Arts, Льюистон
- 2004 — Gallery Hyundai, Сеул
- 2004 — Живопись и скульптура, Waddington Galleries, Лондон
- 2003 — The Story of Love, Scottsdale Museum of Contemporary Art, Скоттсдейл
- 2003 — Prints and Sculpture, Greenfield Sacks Gallery, Санта-Моника
- 2003 — Letters, Words and Numbers, Нью-Йорк
- 2001 — Galerie Denise René, Espace Marais, Париж
- 1999 — Love, Decade and the American Dream, Woodward Gallery, Нью-Йорк
- 1998 — Ретроспектива 1958—1998, Musee d´Art Moderne et d`Art Contemporain, Ницца

## Публичные коллекции
- Queensland Art Gallery / Gallery of Modern Art, Брисбен, Австралия
- Museum Moderner Kunst Stiftung Ludwig, Вена, Австрия
- Museu de Arte Moderna de São Paulo, Сан-Паулу, Бразилия
- Художественная галерея Ванкувера, Ванкувер, Канада
- Musee d´Art Moderne et d`Art Contemporain, Ницца, Франция
- Museum Frieder Burda, Баден-Баден, Германия
- Sammlung Alison & Peter W. Klein, Eberdingen-Nussdorf, Германия
- Музей Фолькванг, Эссен, Германия
- Museum Kurhaus Kleve, Клеве, Германия
- Kunsthalle Weishaupt, Ульм, Германия
- Landesmuseum für Kunst und Kulturgeschichte Oldenburg Prinzenpalais, Ольденбург, Германия
- Tehran Museum of Contemporary Art, Тегеран, Иран
- Haifa Museum of Art, Хайфа, Израиль
- Hara Museum of Contemporary Art, Токио, Япония
- AMOREPACIFIC Museum of Art, Yongin-si, Республика Корея
- Berardo Museum — Collection of Modern and Contemporary Art, Лиссабон, Португалия
- Тейт Британ[11], Лондон, Англия
- Pomona College Museum of Art, Клермонт, США
- Columbia Museum of Art, Колумбия, США
- Figge Art Museum, Давенпорт, США
- Detroit Institute of Arts, Детройт, США
- Faulconer Gallery, Grinnell, США
- Indianapolis Museum of Art, Индианаполис, США
- Polk Museum of Art, Лейкленд, США
- Bates College Museum of Arts, Льюистон, США
- Sheldon Memorial Art Gallery, Линколн, США
- Minneapolis Institute of Arts, Миннеаполис, США
- Walker Art Center, Миннеаполис, США
- Нью-Йоркский музей современного искусства, Нью-Йорк, США
- Музей американского искусства Уитни, Нью-Йорк, США
- Oklahoma City Museum of Art, Оклахома-Сити, США
- Miami University Art Museum, Оксфорд, США
- McNay Art Museum, Сан-Антонио, США
- Fine Arts Museum of San Francisco[12], Сан-Франциско, США